# Sellero
Sellero ist eine norditalienische Gemeinde (comune) mit 1370 Einwohnern (Stand 31. Dezember 2023) in der Provinz Brescia in der Lombardei. Die Gemeinde liegt etwa 58,5 Kilometer südsüdwestlich von Brescia im Valcamonica am Monte Elto (2145 m). Der Oglio bildet die östliche Grenze.

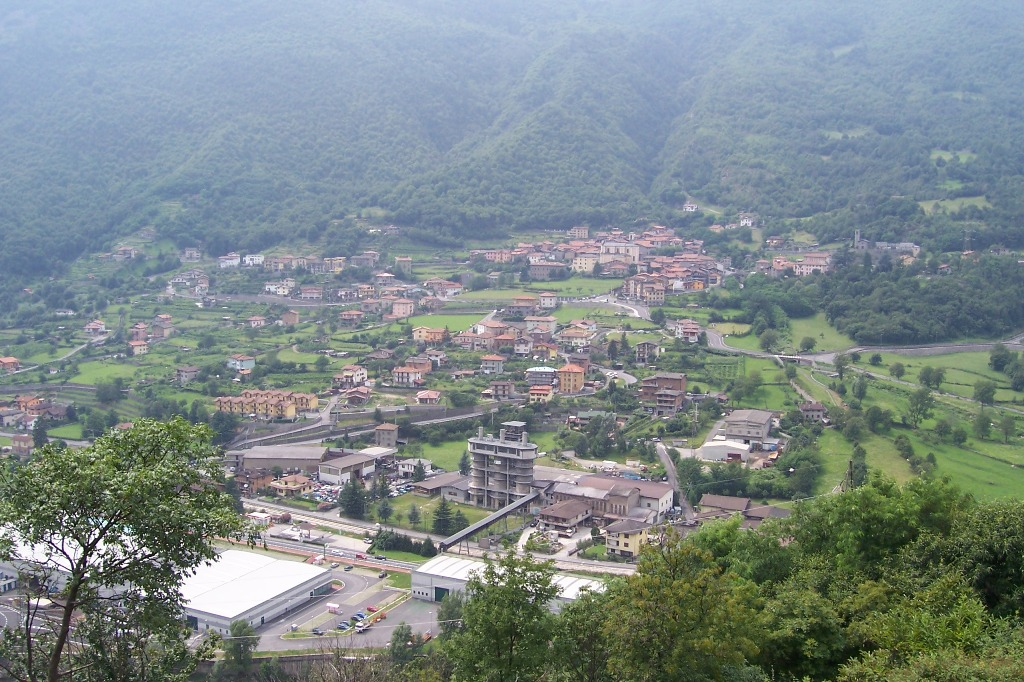
Sellero

## Verkehr
Durch die Gemeinde führt die Strada Statale 42 del Tonale e della Mendola von Treviglio nach Bozen. Der Bahnhof von Sellero liegt an der Bahnstrecke Brescia–Iseo–Edolo.